# Dangerous (canción de Seether)
«Dangerous» es una canción de la banda sudafricana de metal alternativo Seether. Fue lanzado el 24 de junio de 2020 como el primer sencillo de su octavo álbum de estudio Si Vis Pacem, Para Bellum (2020). La canción alcanzó el puesto número uno en la lista Billboard Mainstream Rock Songs en octubre de 2020.

## Antecedentes
La canción se lanzó por primera vez el 23 de junio de 2020, al mismo tiempo que la banda anunció el nombre y la fecha de lanzamiento de su octavo álbum de estudio Si Vis Pacem, Para Bellum el 28 de agosto de 2020. En solo una semana de julio, la canción había acumulado 1,9 millones de impresiones de audiencia, 340.000 reproducciones y 1.000 descargas en los Estados Unidos. Esto, junto con el lanzamiento de una segunda canción promocional, "Bruised and Bloodied", impulsó al escritor y líder Shaun Morgan a encabezar la lista Billboard Hot Hard Rock Songs, solo el segundo en encabezarla desde su creación en julio de 2020. 
En octubre de 2020, la canción había alcanzado el número uno en la lista Billboard Mainstream Rock Songs.

## Composición y temas
Morgan describió el sencillo como diferente del resto del álbum, pero no tan drásticamente diferente como para molestar a la base de fanes, y sintió que, junto con su respectivo representante y sello discográfico, se destacaría en la radio de rock y sería un buen sencillo como resultado. La canción fue descrita como "abatida" y "bellamente atormentada", con letras como "Es tan peligroso, toda esta inocencia / y siento que he perdido todo lo bueno que he conocido". La canción fue descrita como "himno de metal alternativo" y una construcción lenta de una "jam de rock".

## Posicionamiento en lista
| Lista (2020)                                  | Posición |
| --------------------------------------------- | -------- |
| Canadá (Canada Rock)                          | 39       |
| Estados Unidos (Hot Rock & Alternative Songs) | 36       |